# Moxostoma anisurum
Moxostoma anisurum är en fiskart som först beskrevs av Rafinesque 1820.  Moxostoma anisurum ingår i släktet Moxostoma och familjen Catostomidae. Inga underarter finns listade i Catalogue of Life.